# Medice, cura te ipsum
Medice, cura te ipsum! este o expresie latină care se traduce prin Doctore, vindecă-te pe tine însuți!
Expresie este folosită în Biblie, în Evanghelia după Luca.
„Isus le-a zis: „Fără îndoială, Îmi veți spune zicala aceea: „Doctore, vindecă-te pe tine însuți”; și Îmi veți zice: „Fă și aici, în patria Ta, tot ce am auzit că ai făcut în Capernaum.” ”— Luca 4:23